# 梅塔特隆
梅塔特隆（意為「神的僕人」；英語：或），或稱作梅丹佐、麥達昶，是一位在猶太教與基督教出現的天使長。根據猶太人的中世紀偽經，他是以諾與挪亞的祖先。梅塔特隆從未在猶太塔納赫或基督教經文中出現過，但卻在《創世紀》第5章第24节「以諾與神同行、神將他取去、他就不在世了。」中被認為是帶以諾升天的天使。他主要出現於一些中世紀猶太神秘主義文本中，例如《以諾一書》和拉比文學，而在拉比文學中，他是最高權力的天使，並作天界的書記。在諸多大天使的候補中，最為宗教律法學人所偏好。祂有熾天使和智天使兩種位階的說法，在許多領域上和米迦勒相重疊。梅塔特隆相傳是以諾（挪亞的曾祖，塞特的長子）被米迦勒接上天堂化成的天使，所以他是天使團中年序最幼的。《出埃及記》第23章第20节、《以賽亞書》第2章、《創世紀》第32章中露臉的可能都是指梅塔特隆，被猶太人稱為「神的顯現」。而在伊斯蘭教中，祂則被稱爲Mīṭaṭrūsh。

## 塔木德中的梅塔特隆
與《塔木德》相關的以利沙·本·阿布亞（Elisha ben Abuyah，被認為是猶太教異端的猶太教士）說過，他進入天堂時，看見梅塔特隆和一班拉比在靜坐，於是他看着自己認為是真正的神的梅塔特隆說：「天上真的有兩個大國在！」（There are indeed two powers in Heaven!），拉比們解釋說，梅塔特隆不得不讓自己坐，因為祂的職能是天堂的抄寫員，寫下以色列的事蹟。

## 以諾書中的梅塔特隆
在《以諾三書》中有一段描述：梅塔特隆在以諾和雅列面前顯現，並說：
|                    | 祂稱我為「僅次於上主的存在」，是整個天國裡最高等的存在，因為祂寫了「我的名字就是祂的名字」的字句。 |
| ——《以諾三書》12:5 | |

這本書的作者拉比·以實瑪利也曾描述梅塔特隆如何引導以諾上天堂。另外，以諾三書也寫了梅塔特隆以兩種方式使以諾成為天使，分別是讓他成為一種原始的天使（9:2-13:2）或讓以諾轉型，以便他升天。

## 中世紀猶太主義中的梅塔特隆

卡巴拉的生命樹，第一質點「王冠」則位於最頂端

在中世紀的猶太主義中，祂有七十二個異名，例如「神的代理人」、「天上的書記」、「契約的天使」、「神貌的王子」、「天使的王」、「小耶和華」等。
另外，有些當時的猶太主義者指祂在《出埃及記》中，以小耶和華的身份用火柱幫助在空曠夜裡迷路的人民們認路，讓他們走出埃及的地盤。
而在卡巴拉中，祂則是第一質點「王冠」的守護天使。

## 形象特徵
梅塔特隆以「火之天使」現身時，其背負着36對翼與三十六萬五千隻眼睛，其臉容比太陽更為燦爛。在所有天使中，梅塔特隆位階最高，是最強壯、最富智計者的「天使之王」，在天界中負責教導死去孩子們的靈魂，且為天王星的守護天使。

## 大眾文化
- 手遊《神魔之塔》——六星召喚獸星辰之翼 ‧ 梅塔特隆。
- 手遊《怪物彈珠》——五星轉蛋角梅塔特隆。
- 手遊《碧藍幻想》——SSR召喚石梅塔特隆。
- 輕小說《約會大作戰》——精靈〈天使〉鳶一折紙的天使〈滅絕天使〉。
- 輕小說《加速世界》中，神獸級公敵“四聖”之一。
- 漫畫《魔界王子 devils and realist》——御前天使·梅塔特隆。
- 梅塔特隆是菲力普·普曼的小說系列《黑暗元素三部曲》中的主要反派之一。
- 輕小說《關於我轉生變成史萊姆這檔事》魔王雷昂持有技能 美德系究極技能《純潔之王》梅塔特隆。
- 漫画《街角魔族》——千代田桃的领航员梅塔子。
- 游戲《全能之神：梅塔特隆的昇天》裡講述榮升成爲天使長梅塔特隆前的天國書記以諾前往人間收伏墮天使的冒險旅程。
- 小說《全知讀者視角》——伊甸書記官梅塔特隆。

### 引用
1. ↑  . Bible Hub. The Biblos Foundation.   [28 September 2013]. （原始内容存档于2013-09-25）.
2. ↑  "Metatron" （页面存档备份，存于）. Britannica Online Encyclopedia.
3. 1 2 3 4 5  森瀬繚：《我看見天使》. ASIN: B00FOJ0BNI
4. ↑  "Metatron" 的存檔，存档日期2008-01-31.. Britannica Online Encyclopedia.
5. ↑  Alan·F·Segal titled his book, Two Powers in Heaven (Brill, 1977/2002) on this alleged exclamation.
6. ↑  巴比倫塔木德，Hagiga 15a
7. ↑  Scholem, Gershom, , Keter Publishing House Jerusalem Ltd, 1974
8. ↑  "Enoch as Metatron and conversion of Moses from flesh to fire" （页面存档备份，存于）, Journal of the Royal Asiastic Society, 1893.
9. ↑  Alexander, P., , James H. Charlesworth  (编), , New York: Doubleday, 1983. ISBN 0-385-09630-5
10. 1 2 3  真野隆也「天使」新紀元社 ISBN 978-4775309643

## 外部連結
- （英文）
  - The Etymology of the Name "Metatron" （页面存档备份，存于）
  - Metatron as the Deity: Lesser YHWH （页面存档备份，存于）
  - Metatron as the Mediator （页面存档备份，存于）
  - Metatron as the Prince of the World （页面存档备份，存于）
  - Metatron as God's Shiur Qomah （页面存档备份，存于）
  - Metatron as the Youth （页面存档备份，存于）
  - Metatron as the Expert in Secrets （页面存档备份，存于）
  - Metatron as the Scribe （页面存档备份，存于）

## 参見
- 大天使
- 生命樹 (卡巴拉)